# Nils Edén

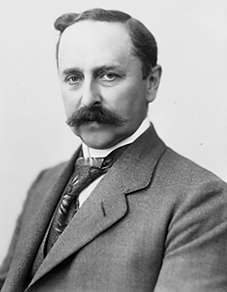
Nils Edén

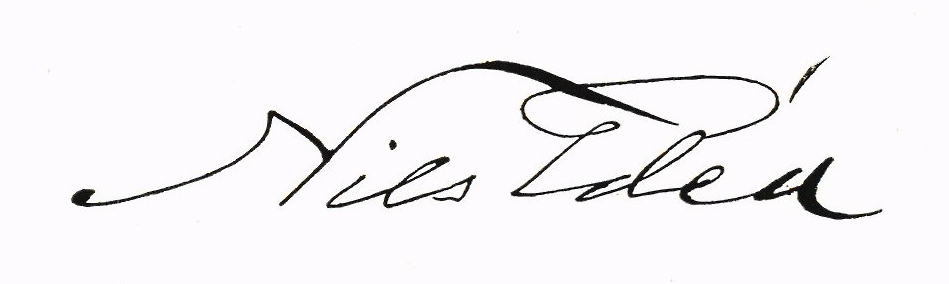

Nils Edén (* 25. August 1871 in Piteå; † 16. Juni 1945 in Stockholm) war ein schwedischer Historiker, Politiker und Ministerpräsident von Schweden (Sveriges Statsminister).

## Studium und berufliche Laufbahn als Geschichtsprofessor
Der Sohn eines Schulrektors absolvierte nach der Schulausbildung in Luleå ab 1889 ein Studium der Geschichtswissenschaften an der Universität Uppsala.
Seine Promotion zum Philosophiae Doctor (Ph. D.) mit einer Dissertation mit dem Titel Die Organisation der zentralen Regierung während der älteren Ära Wasa von 1523 bis 1594 (Om centralregeringens organisation under den äldre Vasatiden 1523–1594) wurde 1899 mit dem Geijer-Preis ausgezeichnet.
Anschließend wurde er 1899 zunächst zum Dozenten und dann 1903 zum außerordentlichen Professor für Geschichte an die Universität Uppsala berufen. Als solcher machte er sich bald einen Namen als Fachmann für die Geschichte Schwedens des 16. und 17. Jahrhunderts. Von 1909 bis 1920 war er ordentlicher Professor und Inhaber des Lehrstuhls für Geschichte an der Universität Uppsala.

## Politische Laufbahn

### Abgeordneter
Bereits als Dozent begann er sich mit aktuellen politischen Themen wie der Union mit Norwegen und der Lösung der Militärfrage zu befassen. Dabei legte er seinen Studenten 1901 auch eine Argumentation für die Einführung einer allgemeinen Wehrpflicht vor, um damit das jahrhundertealte und überholte militärische Einteilungswerk abzulösen. Damit verbunden sprach er sich auch für die Einführung eines allgemeinen Wahlrechts aus, das zur damaligen Zeit mit dem Thema der Militärfrage verbunden war.
Seine eigentliche politische Laufbahn begann er 1908 mit der Wahl zum Abgeordneten der Zweiten Kammer (Andra kammaren) des Reichstages, wo er die Interessen der Freisinnigen Partei (Frisinnade Landsföreningen) vertrat. 1911 wurde er zum Mitglied des Verfassungsausschusses des Reichstages.

### Liberaler Fraktions- und Parteivorsitzender
Nach der Wahl von Karl Staaff zum Ministerpräsidenten wurde er 1912 zunächst dessen Nachfolger als Vorsitzender der Fraktion der Liberalen Parteien in der Zweiten Kammer. Nach dem Tode Staaffs am 4. Oktober 1915 wurde er auch dessen Nachfolger als Vorsitzender der Liberalen Sammlungspartei, der Vorgängerin der heutigen Partei Die Liberalen.
Als solcher vertrat er die Interessen des rechten Parteiflügels, insbesondere in Fragen der Verteidigungspolitik, im Gegensatz zum Flügel der freikirchlichen Bewegungen unter dem späteren Ministerpräsidenten Carl Gustaf Ekman.

### Ministerpräsident von 1917 bis 1920
Nach der Reichstagswahl 1917 wurde zunächst der bisherige liberal-konservative Präsident der Zweiten Kammer und langjährige Regierungspräsident der Provinz Jämtlands, Johan Widén, mit der Regierungsbildung beauftragt.
Nachdem diesem die Bildung einer Regierung jedoch nicht gelang, berief König Gustav V. am 19. Oktober 1917 Nils Edén zum Ministerpräsidenten.
Als solcher bildete er eine Koalitionsregierung der Liberalen Sammlungspartei und der Sozialdemokratischen Arbeiterpartei, dessen Vorsitzenden Karl Hjalmar Branting er zum Finanzminister in sein Kabinett berief. Seine Amtszeit war geprägt von der Frage der Einführung des allgemeinen Wahlrechts. Insbesondere wegen der Angst eines Übergreifens der russischen Februarrevolution 1917 auf Schweden und der Nachkriegszustände in Deutschland und anderen Ländern stieg der Druck zur weiteren Demokratisierung und der Einführung eines allgemeinen Wahlrechts, das allerdings erst zur Wahl 1921 eingeführt wurde. 
Als  der Völkerbund am 10. Januar 1920 seine Arbeit aufnahm, gehörten alle Mitglieder zu denjenigen Staaten, die auf Siegerseite den Friedensvertrag von Versailles unterzeichnet hatten. Dreizehn neutrale Staaten wurden zum Beitritt eingeladen, sofern sie die Aufnahme bis zum 10. März 1920 beantragen. Nachdem der schwedische Reichstag den Aufnahemwunsch beschlossen hatte, stellte Schweden den Antrag am 9. März. 
Die Koalition zerbrach, als der nach Brantings Rücktritt 1919 ernannte sozialdemokratische Finanzminister Fredrik Thorsson eine Besteuerung für Landwirte und Unternehmer einführen wollte, die Eden und seine liberale Partei ablehnten. Die Regierung trat zurück, Hjalmar Branting wurde am 10. März 1920 zum ersten sozialdemokratischen Ministerpräsidenten ernannt. Auch in den folgenden Jahren übte Edén weiterhin scharfe Kritik an der Wirtschaftspolitik der Sozialdemokraten.

### Spätere Lebensjahre

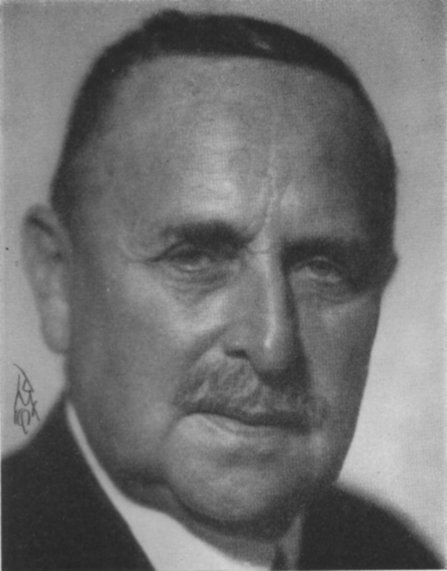
Nils Edén (um 1937)

Nach seinem Rücktritt als Ministerpräsident wurde er zum Regierungspräsidenten der Provinz Stockholm ernannt. Dieses Amt behielt er ebenso bis 1938 wie sein Mandat als Abgeordneter des Reichstages. Wegen der Prohibitionspolitik seiner Partei trat er jedoch 1923 aus der Liberalen Sammlungspartei aus und gründete eine eigene Liberale Partei.

## Veröffentlichungen
Neben seiner Dissertation veröffentlichte er als Historiker insbesondere folgende Werke:
- Den svensk-norska unionsförfallningens tillkomst, 1894
- Kielerfreden och unionen, 1894
- Gustaf Adolfs riksdagsordning, 1902
- Den svenska riksstyrelsens reorganisation 1594-1692, 1901
- Den svenska centralregeringens utveckling till kollegial organisation (1604–1632), Uppsala 1902
- Grunderna för Karl X Gustafs anfall på Polen, 1905